# Chad Krowchuk
Chad Alan Krowchuk (* 30. Oktober 1982 in Edmonton, Alberta) ist ein kanadischer Schauspieler, Filmschaffender und Synchronsprecher ukrainischer Herkunft. Er wurde einem breiten Publikum durch seine Rolle des Glen Woodburn in den Blockbustern Man of Steel und Batman v Superman: Dawn of Justice bekannt.

## Leben
Krowchuk wurde am 30. Oktober 1982 in Edmonton geboren. Er ist der Enkel von Art Krowchuk († 4. Dezember 1994), der mehrere Mitwirkungen an verschiedenen Filmen in verschiedenen Funktionen vorweisen konnte. Chad Krowchuk erhielt im Kindesalter 1989 eine Nebenrolle im Film Bye Bye Blues und eine Episodenrolle in der Fernsehserie Bradburys Gruselkabinett. Erst 1996 folgten mit Kalte Schnauze – treues Herz eine weitere Film- und in den Serien Jake and the Kid und Poltergeist – Die unheimliche Macht Serienrollen. Von 1998 bis 1999 verkörperte er in der Fernsehserie Jake and the Kid die Rolle des Jackie Whitbread in insgesamt zehn Episoden sowie ab demselben Jahr bis 2002 die Rolle des Oliver Cates in der Fernsehserie Mentors. Eine größere Rolle als jugendlicher Craig erhielt er im Low-Budget-Tierhorrorfilm Snakehead Terror. Von 2007 bis 2008 stellte er die Rolle des Brad in der Fernsehserie Aliens in America dar. 2009 folgte in der Horrorfilm-Parodie Mega Monster Movie die Rolle des Sully. Er wirkte außerdem bis einschließlich 2010 als Gus in der Fernsehserie Troop – Die Monsterjäger mit. 2011 stellte er die Hauptrolle des Christopher Weaver im Katastrophenfernsehfilm Der jüngste Tag – Das Ende der Menschheit dar. Größere Serienrollen hatte er 2011 in Yukonic! als Dalton, von 2011 bis 2013 in Health Nutz als Chuck, 2014 in Gracepoint als Luis, 2015 in Wayward Pines als Tim Bell sowie in vier Episoden der Fernsehserie Travelers – Die Reisenden als Simon, den er von 2017 bis 2018 verkörperte. 2013 in Man of Steel und der Fortsetzung Batman v Superman: Dawn of Justice aus dem Jahr 2016 war er in der Rolle des Glen Woodburn zu sehen.

## Filmografie (Auswahl)

### Schauspiel
- 1989: Bye Bye Blues
- 1989: Bradburys Gruselkabinett (The Ray Bradbury Theater, Fernsehserie, Episode 3x09)
- 1996: Kalte Schnauze – treues Herz (Heck's Way Home, Fernsehfilm)
- 1996: Jake and the Kid (Fernsehserie, Episode 1x05)
- 1996–1997: Poltergeist – Die unheimliche Macht (Poltergeist: The Legacy, Fernsehserie, 2 Episoden)
- 1998: Der Schatten des Fremden (Stranger in Town, Fernsehfilm)
- 1998–1999: Jake and the Kid (Fernsehserie, 10 Episoden)
- 1998–2002: Mentors (Fernsehserie, 13 Episoden)
- 2003: Agent Cody Banks
- 2003: Black Sash (Fernsehserie, Episode 1x05)
- 2004: Tru Calling – Schicksal reloaded! (Tru Calling, Fernsehserie, Episode 1x10)
- 2004: Snakehead Terror
- 2005: Stargate – Kommando SG-1 (Stargate SG-1, Fernsehserie, Episode 8x15)
- 2005: The Colt – Entscheidung im Bürgerkrieg (The Colt, Fernsehfilm)
- 2005: Smallville (Fernsehserie, Episode 4x21)
- 2006: She’s the Man – Voll mein Typ! (She’s the Man)
- 2006: Die Chaoscamper (RV)
- 2006: Masters of Horror (Fernsehserie, Episode 2x05)
- 2007: Psych (Fernsehserie, Episode 1x15)
- 2007–2008: Aliens in America (Fernsehserie, 6 Episoden)
- 2008: Kyle XY (Fernsehserie, Episode 2x19)
- 2008: Supernatural (Fernsehserie, Episode 4x08)
- 2009: The Gambler, the Girl and the Gunslinger (Fernsehfilm)
- 2009: Frog (Kurzfilm)
- 2009: Mega Monster Movie
- 2009: Health Nutz
- 2009: Hardwired
- 2009–2010: Troop – Die Monsterjäger (The Troop, Fernsehserie, 3 Episoden)
- 2010: Hiccups (Fernsehserie, Episode 1x05)
- 2010: Stargate Universe (Fernsehserie, Episode 1x14)
- 2010: Concrete Canyons (Fernsehfilm)
- 2010–2011: Shattered (Fernsehserie, 2 Episoden, verschiedene Rollen)
- 2011: Vampire
- 2011: Der jüngste Tag – Das Ende der Menschheit (Collision Earth, Fernsehfilm)
- 2011: Yukonic! (Fernsehserie, 13 Episoden)
- 2011: Alvin und die Chipmunks 3: Chipbruch (Alvin and the Chipmunks: Chipwrecked)
- 2011–2013: Health Nutz (Fernsehserie, 12 Episoden)
- 2012: Kiss at Pine Lake (Fernsehfilm)
- 2012: Das Philadelphia Experiment – Reactivated (The Philadelphia Experiment)
- 2012: Eine Braut zu Weihnachten (A Bride for Christmas, Fernsehfilm)
- 2013: Chupacabra vs. the Alamo (Fernsehfilm)
- 2013: Man of Steel
- 2014: A Ring by Spring (Fernsehfilm)
- 2014: Poker Night
- 2014: Gracepoint (Fernsehserie, 6 Episoden)
- 2015: Wayward Pines (Fernsehserie, 6 Episoden)
- 2016: Under Fire (Fernsehfilm)
- 2016: Batman v Superman: Dawn of Justice
- 2016: Motive (Fernsehserie, Episode 4x03)
- 2016: iZombie (Fernsehserie, Episode 2x19)
- 2016: Lord Jones Is Dead
- 2016: The Irresistible Blueberry Farm
- 2016: Frequency (Fernsehserie, Episode 1x09)
- 2017: Rememory
- 2017: Killing Gunther
- 2017–2018: Travelers – Die Reisenden (Travelers, Fernsehserie, 4 Episoden)
- 2018: Altered Carbon – Das Unsterblichkeitsprogramm (Altered Carbon, Episode 1x04)
- 2018: Parallel
- 2019: The I-Land (Miniserie, Episode 1x07)

### Filmschaffender
- 2014: Poker Night (Produzent)
- 2016: Not with His Wife (Fernsehfilm, Regie)
- 2017: A Stranger with My Kids (Fernsehfilm, Regie)

## Synchronisationen (Auswahl)
- 2014: Far Cry 4 (Computerspiel)